# Nikolaas (type reddingboot KNRM)

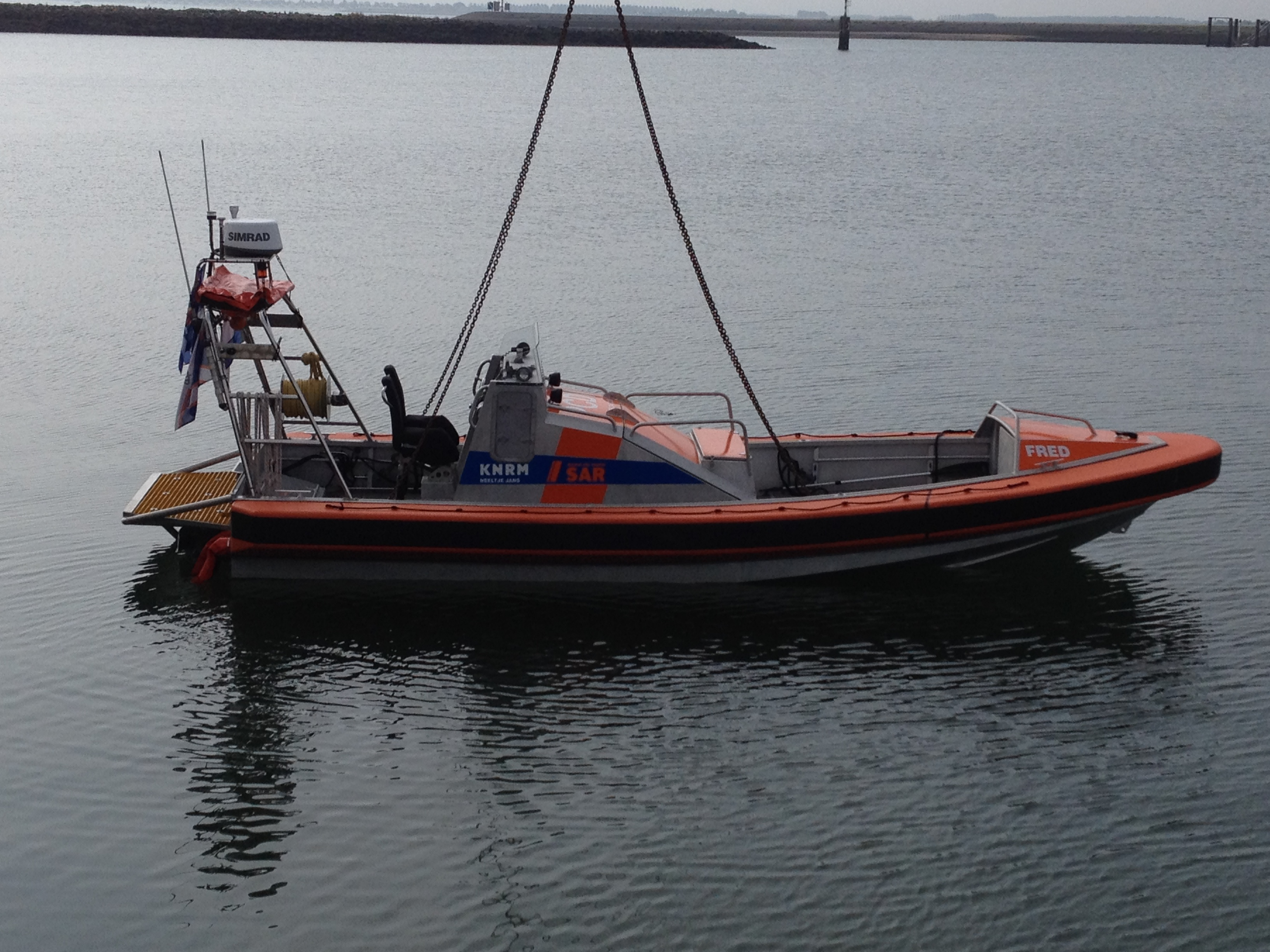
KNRM - Nikolaas I - Fred

De Nikolaas is een type reddingboot van de Koninklijke Nederlandse Redding Maatschappij (KNRM), die bestaat uit twee verschillende klassen.

## Nikolaas I klasse
In 2008 werd de klasse toegevoegd aan de KNRM vloot met de ingebruikname van de Nikolaas Wijsenbeek. Aanschaf was mogelijk door een schenking van de familie Wijsenbeek, ter nagedachtenis aan hun omgekomen zoon Nikolaas. Het is een reddingboot die specifiek bestemd is voor hulpverlening en reddingen op binnenwater.
Er werd voor de boot gekozen vanwege de personen opname capaciteit, de snelheid van 34 knopen, de trekkracht van 1,7 ton en de waterjetaandrijving. Waterjets geven een goede manoeuvreerbaarheid en tevens (wegens het ontbreken van een schroef) veiligheid voor drenkelingen. Het Nikolaas-type is goedkoper in de aanschaf dan sommige andere types en heeft minder onderhoud nodig.

### Specificaties
| Lengte              | 8,97 meter             |
| Breedte             | 3,30 meter             |
| Dieptegang          | 0,62 meter             |
| Vermogen            | 1× 435 pk of 2× 246 pk |
| Snelheid            | 34+ knopen             |
| Geredden capaciteit | 20                     |
| Bemanning           | 2 tot 4                |

### Schepen van type Nikolaas I
| Naam                | Thuishaven      | Jaar indienststelling |
| ------------------- | --------------- | --------------------- |
| Nikolaas Wijsenbeek | Huizen          | 2009                  |
| KBW 1910            | Dordrecht-Noord | 2009                  |
| Oranje              | Veere           | 2010                  |
| Evert Floor         | Elburg          | 2010                  |
| Fred                | Neeltje Jans    | 2011                  |
| Tjepke Ekkelboom    | Dordrecht-Zuid  | 2012                  |
| Bernardine          | Medemblik       | 2012                  |
| t Span              | Andijk          | 2013                  |

## Nikolaas II klasse

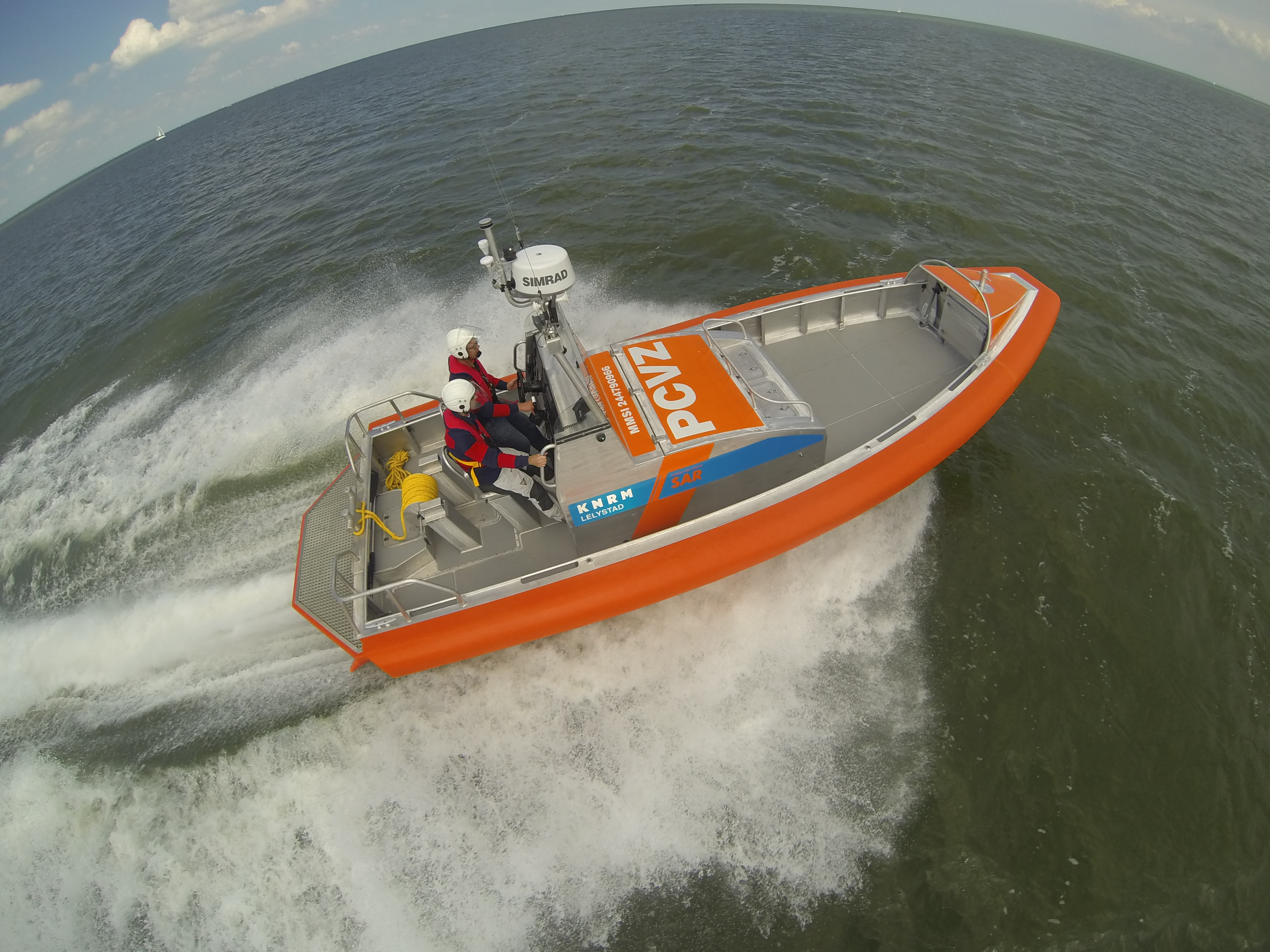
KNRM - Nikolaas II - Bert en Anneke Knape

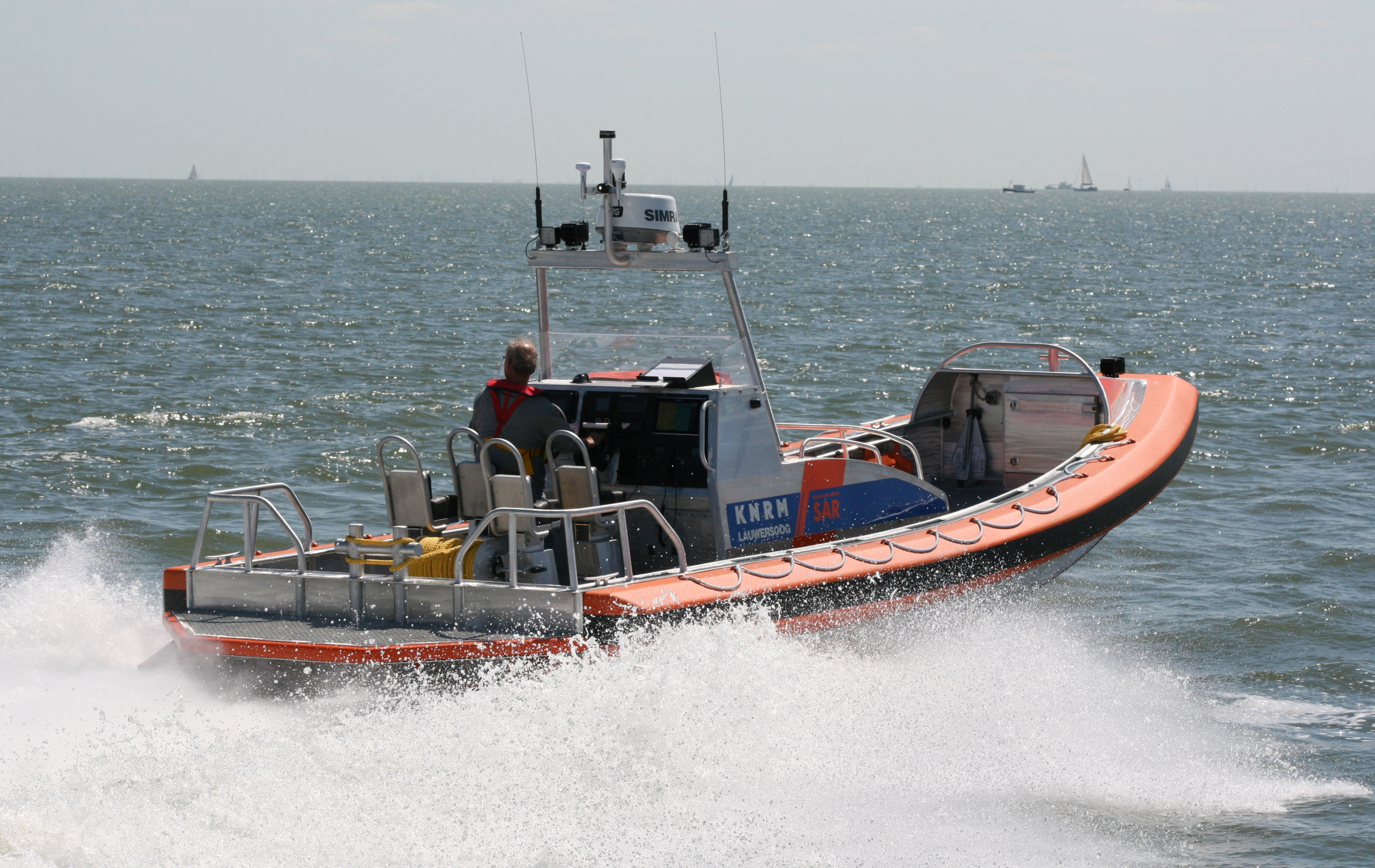
KNRM - Nikolaas II - Springbok

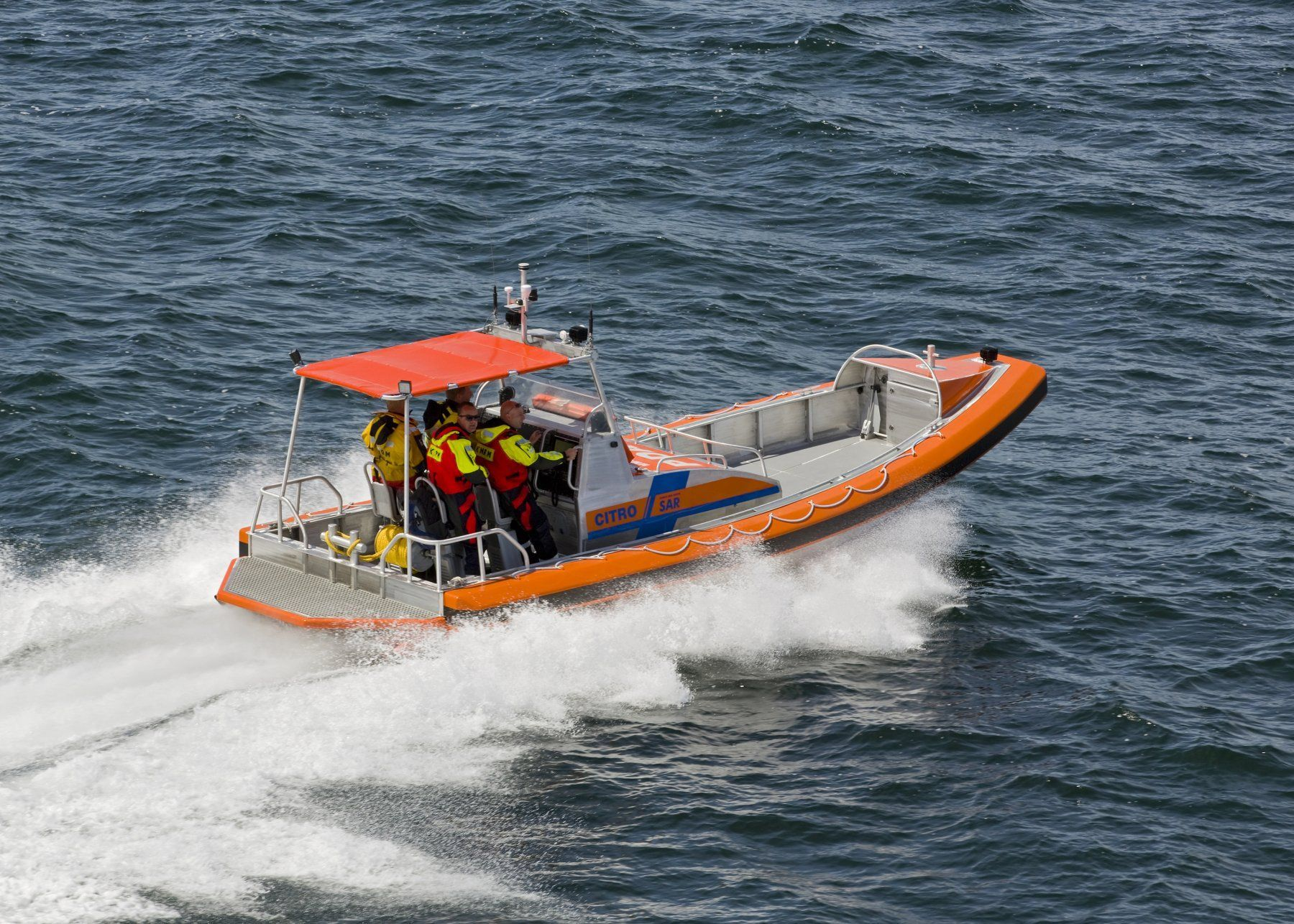
CITRO - Nikolaas II - C-Rescue 1

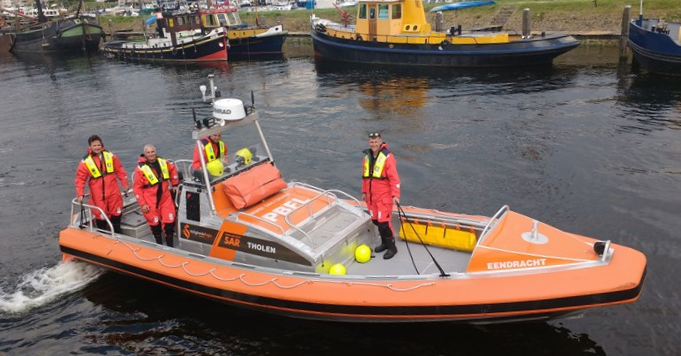
VRZ - Nikolaas II - Eendracht

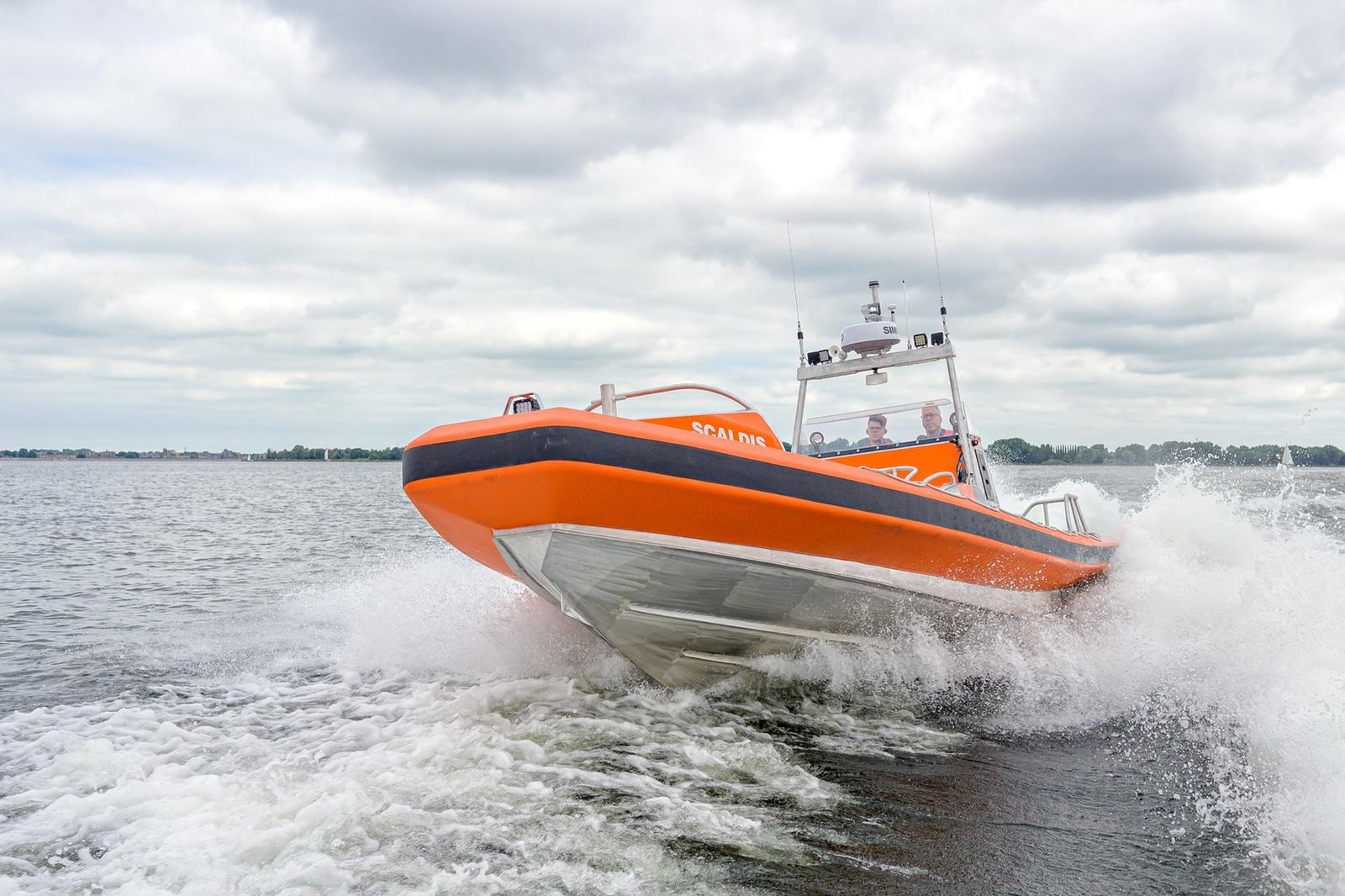
VRZ - Nikolaas II - Scaldis

In 2013 werd de opvolger van de Nikolaas I in dienst genomen bij de KNRM, de Nikolaas II. Deze is van het type Fast Rescue Craft van de Nederlandse werf Habbeké in Volendam. Het concept van de Nikolaas I is aangepast aan de specifieke wensen van de KNRM. Daarbij was van belang dat alle positieve eigenschappen van het origineel behouden zouden blijven.
In 2015 werd de eerste Nikolaas II geleverd aan een organisatie anders dan de KNRM, de CITRO in Curaçao nam de C-Rescue 1 in dienst. Als derde volgende in 2018 de Veiligheidsregio Zeeland met de Eendracht.
De belangrijkste wijzigingen betreffen een stijvere constructie, dikkere vlakplaten, verplaatsing navigatiemast, meer aandacht voor ergonomie, ruimer werkdek en machinekamer en er is een minder kwetsbare fender toegepast.

### Specificaties
| Lengte              | 9,15 meter             |
| Breedte             | 3,30 meter             |
| Diepgang            | 0,62 meter             |
| Vermogen            | 1× 435 pk of 2× 258 pk |
| Snelheid            | 34+ knopen             |
| Geredden capaciteit | 20                     |
| Bemanning           | 4                      |

### Schepen van type Nikolaas II
| Naam                 | Thuishaven         | Jaar indienststelling |
| -------------------- | ------------------ | --------------------- |
| BERT EN ANNEKE KNAPE | Lelystad           | 2013                  |
| HAYO                 | Hoorn              | 2013                  |
| ROYAL FLUSH          | IJmuiden (Reserve) | 2014                  |
| CORNELIS DITO        | Oudeschild         | 2014                  |
| SPRINGBOK            | Lauwersoog         | 2015                  |
| C-RESCUE 1           | Caracas Baai       | 2015                  |
| JOHANNA MARIA        | IJmuiden (Reserve) | 2015                  |
| VALERIE STRUIS       | Stellendam         | 2017                  |
| EENDRACHT            | Tholen             | 2018                  |
| SCALDIS              | Stavenisse         | 2021                  |
| OP DREEF             | Den Oever          | 2023                  |
| PIETER HOUBOLT       | Blaricum           | 2023                  |

## Nikolaas III klasse

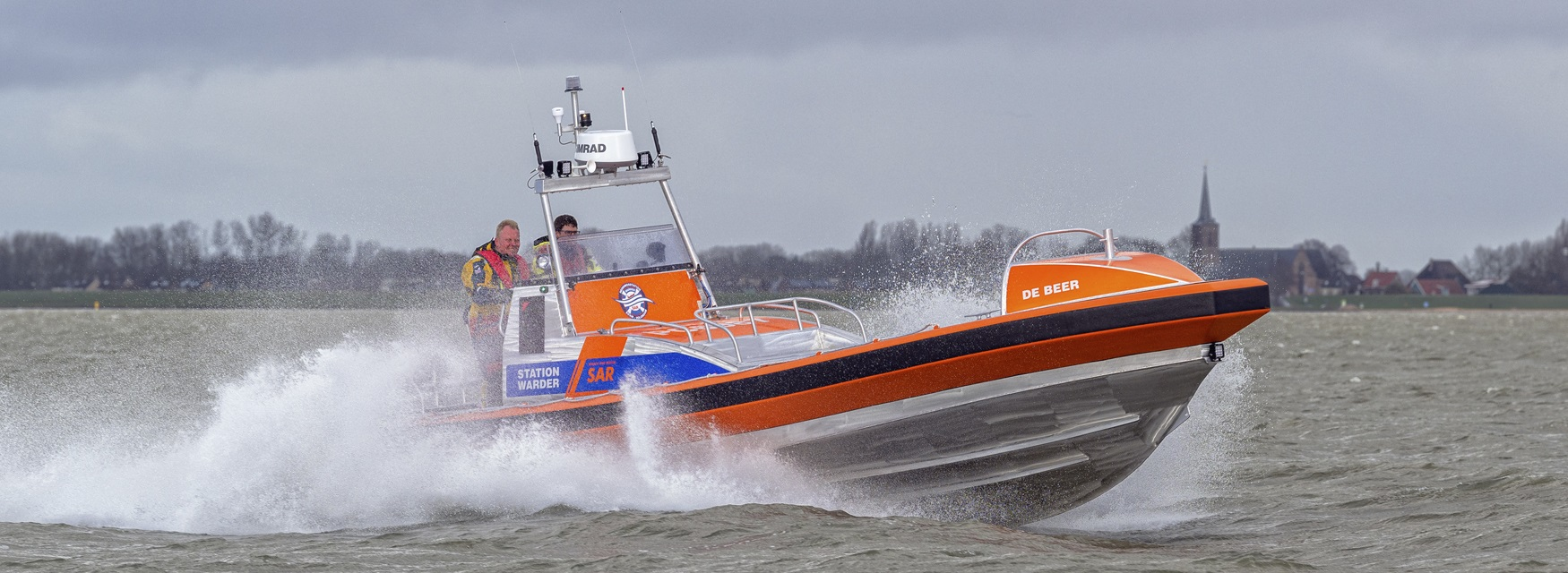
Warder - Nikolaas III - De Beer

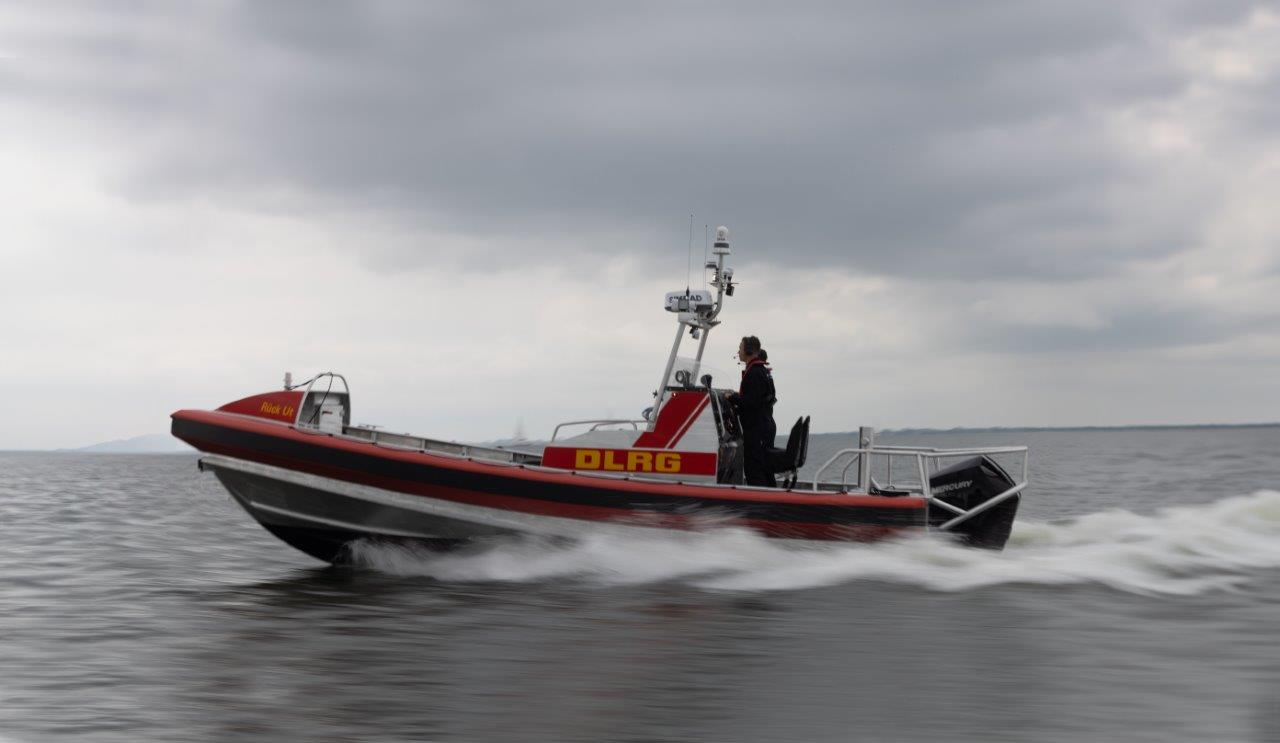
DLRG - Nikolaas III - Rück Ut

In 2020 werd de eerste Nikolaas III geleverd, aan Station Warder, deze versie heeft een gemodificeerde rompvorm. Wat vooral opvalt is de langere voorvoet en “krul” in de zeeg. Door deze wijzigingen is de ligging van de boot verbeterd en komt er minder buiswater over. Ook is er meer reserve opdrijf in de boeg, voor het geval de boot zich in een hoge golf boort. De 2e boot is geleverd aan de DLRG Ortsgruppe Drochtersen e.V. , deze boot beschikt over 2 buitenboordmotoren met elk 225 pk en behaald een snelheid van 45 knopen.

### Specificaties
| Lengte              | 9,15 meter             |
| Breedte             | 3,30 meter             |
| Diepgang            | 0,62 meter             |
| Vermogen            | 1× 380 pk of 2× 225 pk |
| Snelheid            | 40+ knopen             |
| Geredden capaciteit | 20                     |
| Bemanning           | 2                      |

### Schepen van type Nikolaas III
| Naam    | Thuishaven                     | Jaar indienststelling |
| ------- | ------------------------------ | --------------------- |
| De Beer | Reddingstation Warder - Warder | 2020                  |
| Rück Ut | DLRG - Krautsand               | 2024                  |

Antje · Arie Visser · Atlantic · Avon · Float · Harder · Johannes Frederik · Nikolaas · Valentijn